# 通信协助执法法
通信协助执法法 （Communication Assistance for Law Enforcement Act，縮寫：CALEA）是美国於1994年于比尔·克林顿任内通过的一项窃听法。
通信协助执法法的目的是增强执法和情报机构进行电子监听的能力。该法要求电信运营商和电信设备制造商修改并设计其设备、设施及服务，以确保它们带有监听功能，以允许联邦机构对所有电话、宽带互联网，以及VoIP通信内容进行实时监听。
起用通信协助执法法的最初目的是联邦调查局担心数字电话交换机的普及将使得在电话公司中心局进行的窃听工作变得困难和缓慢， 或者在一些情况下无法进行。为了增设通信协助执法法兼容接口，电话公司需要更替其系统中的软件或硬件，因此美国国会曾一度为这类网络改造提供经费支援。通信协助执法法于1994年10月25日通过，1995年1月1日生效。
在通信协助执法法通过后的数年中，该法经历了大范围扩张，使其覆盖VoIP和宽带互联网通信内容。从2004年到2007年，在通信协助执法法下进行的窃听行动数量增长了62%，而有关互联网数据（如電子郵件）的截获的增长则超过3,000%。
至2007年，联邦调查局已經在其DCSNet系统上花费了 $39,000,000 美元，用于收集、存储、索引和分析通信数据。